# Audrey Descouts
Audrey Descouts (Enghien-les-Bains, 12 luglio 1980) è una schermitrice francese, vincitrice di una medaglia d'oro ai campionati mondiali di scherma.

## Palmarès
In carriera ha conseguito i seguenti risultati:
- Mondiali di scherma

2007 - San Pietroburgo: oro nella spada a squadre .
- Europei di scherma

2007 - Gand: bronzo nella spada a squadre.